# Walter Engelmann (Radsportler)
Walter Engelmann (* 25. April 1881 in Leipzig; † September 1951) war ein deutscher Radrennfahrer.

## Sportliche Laufbahn
Engelmann war Bahnradsportler. Erst im Alter von 20 Jahren begann er mit dem Radsport.
Seinen bedeutendsten sportlichen Erfolg hatte er mit dem Gewinn der nationalen Meisterschaft im Sprint der Amateure 1903. Er gewann vor Albert Leopold. 1904 wurde er Vize-Meister hinter Christel Rode.
Bei den UCI-Bahn-Weltmeisterschaften 1903 gewann er den Endlauf gegen den Briten Jimmy S. Benyon und den Dänen Carl Hellemann, wurde aber nach einer Reihe von Protesten nicht als Weltmeister geehrt. Zum angesetzten Wiederholungslauf am 26. September in London konnte Engelmann aus beruflichen Gründen nicht antreten und kam so nicht in die Wertung. 1902 siegte er im Kaiserpreis (Amateure) und im Großen Preis von Erfurt sowie im Großen Preis von Leipzig. 1903 siegte er erneut in Leipzig. 1904 gewann er den Großen Preis von Deutschland für Amateure. 1905 startete er eine Saison als Berufsfahrer.